# Chazeaux
Chazeaux è un comune francese di 114 abitanti situato nel dipartimento dell'Ardèche, nella regione dell'Alvernia-Rodano-Alpi.

## Società

### Evoluzione demografica
Abitanti censiti